# Eugène Cavaignac
Eugène Cavaignac (Le Havre, 19 agosto 1876 – Parigi, 1969) è stato uno storico francese.

## Biografia
Figlio del politico e più volte ministro della repubblica francese Jacques Marie Eugène Godefroy Cavaignac (e nipote diretto dell'uomo politico e generale Louis Eugène Cavaignac), ottenne nel 1905 la cattedra di storia dell'età antica all'università di Strasburgo, ove conobbe il celebre storico Marc Bloch. 
Fondatore nel 1932 della Revue hittite et asianique, sostituì Louis Delaporte all'Institut catholique de Paris (1959).

## Opere
Tra le più note opere di Cavaignac si possono citare Le trésor de Athenès de 480 à 404 (1908), Esquisse d'une histoire de France (1910) e Subbiliuliuma et son temps (1932).